# SGS Clubcompetitie
De SGS Clubcompetitie was een competitie die door de Stichts Gooise Schaakbond tot 2018 werd georganiseerd voor schaakverenigingen die zijn aangesloten bij de Stichts Gooise Schaakbond en die komen uit Noord-Brabant, Zuid-Holland en Utrecht. Sinds 2018 is er een gezamenlijke regionale acht- en viertallencompetitie in de bonden SGS, OSBO (Oostelijke Schaakbond) en SBO (Schaakbond Overijssel). Deze competitie luistert naar de enigszins ludieke naam SOS-competitie. SOS stond bij aanvang voor SGS OSBO SBO, maar op termijn, wanneer wellicht ook andere bonden willen aansluiten, voor Samen Organiserende Schaakbonden.
Naast deze gezamenlijke competities bestaat er nog een SGS-Bekercompetitie en een SGS-Jeugdclubcompetitie, die nog onder de vlag van de SGS worden gespeeld.
In alle klassen worden de wedstrijden op de clubavond van de thuisspelende vereniging gespeeld in teams van acht of in teams van vier. De thuisspelende ploeg heeft wit aan de even borden.

## Achttallen
De competitie voor achttallen is de belangrijkste en kent doorgaans vier niveaus: het hoogste is de hoofdklasse en het laagste is meestal de derde klasse.

### Hoofdklasse
De hoofdklasse (voorheen promotieklasse) bestaat uit meerdere poules van tien verenigingen. Men speelt hierin een halve competitie, waarbij de ploegen slechts één keer tegen elkaar spelen. In 2018 is de promotie-degradatieregeling naar de KNSB-competitie afgeschaft. Regionale competities bestaan dus zelfstandig naast de KNSB-competitie en spelers mogen aan beide deelnemen, zelfs uitkomend voor verschillende verenigingen.

### Eerste klasse
De eerste klasse is het tweede niveau van de competitie. Deze wordt gespeeld diverse poules. Ook in deze klasse wordt er een halve competitie gespeeld. De winnaar van de competitie heeft het recht om te promoveren naar de hoofdklasse.

### Tweede klasse
De tweede klasse is het derde niveau dat wordt gespeeld in verschillende poules. De winnaar heeft het recht om te promoveren naar de eerste klasse.

### Derde klasse
De overige verenigingen worden in de derde klasse ingedeeld. De winnaar van een poule heeft het recht om te promoveren naar de tweede klasse.

## Viertallencompetitie
De SOS-viertallencompetitie kent vier niveaus. De kampioensgroep is het hoogste niveau. Het aantal teams in een klasse is afhankelijk van het aantal deelnemende teams.